# Сарконі
Сарконі (італ. Sarconi) — муніципалітет в Італії, у регіоні Базиліката, провінція Потенца.
Сарконі розташоване на відстані близько 340 км на південний схід від Рима, 45 км на південь від Потенци.
Населення — 1391 особа (2014).

## Демографія
Населення за роками:

Станом на 1 січня 2023 року в муніципалітеті офіційно проживало 88 іноземців з 9 країн, серед них 31 громадянин країн Євросоюзу.

## Сусідні муніципалітети
- Кастельсарачено
- Грументо-Нова
- Молітерно
- Спінозо